# Inaccessible
Inaccessible ist ein erloschener Vulkan im Atlantischen Ozean, der die gleichnamige unbewohnte Insel (Inaccessible Island) bildet. Sie liegt etwa 33 km südwestlich der Hauptinsel Tristan da Cunha und gehört – wie die gesamte Inselgruppe Tristan da Cunha – politisch zum Britischen Überseegebiet St. Helena, Ascension und Tristan da Cunha.
Inaccessible Island misst von West nach Ost etwa 6 km, von Nord nach Süd etwa 5 km und weist eine Fläche von etwa 14 km² auf. An ihrer höchsten Stelle, dem Swales Fell im Südwesten nur 400 Meter von der Küste, ist sie 563 m hoch. Etwa 20 Kilometer südöstlich von Inaccessible Island liegen Nightingale Island und zwei weitere, kleinere Inseln namens Middle Island und Stoltenhoff Island.

## Geschichte
Die Insel wurde 1656 von der Besatzung des holländischen Schiffs ‘t Nachtglas entdeckt und ursprünglich nach dem Schiffsnamen Nachtglas Eylant benannt, dahinter in Klammern die Bemerkung „ontoegankelijk“ (deutsch: „unzugänglich“, englisch: „inaccessible“), da die Seeleute, die auf der Insel gelandet waren, nicht ins Innere der Insel vordringen konnten. Der Beiname wurde später zur allgemeinen Bezeichnung für die Insel. Die Brüder Gustav und Friedrich Stoltenhoff aus Aachen versuchten ab November 1871 auf Inaccessible zu siedeln, gaben aber im Oktober 1873 auf. Zuletzt versuchte 1982 bis 1983 eine Gruppe von Wissenschaftlern und Studenten, die sich zwecks Vogelzählung und Forschung dort befanden, die Insel zu überqueren, scheiterte jedoch an den steilen Hängen und dem dichten Buschwerk. Seit 1995 ist die Insel strengstes Naturschutzgebiet und das Betreten nur mit Genehmigung und in Begleitung erfahrener Einheimischer aus Tristan da Cunha möglich.

## Fauna
Eine endemische Vogelart der Insel ist die flugunfähige, tagaktive Atlantisralle (Atlantisia rogersi). Weitere auf der Insel vorkommende Vögel sind unter anderen die Tristandrossel (Nesocichla eremita), die Antipodenseeschwalbe (Sterna vittata) und der Felsenpinguin (Eudyptes chrysocome). Es lebt auch eine Kolonie der Subantarktischen Seebären (Arctocephalus tropicalis) auf der Insel. 
Die Insel gehört seit 2004 zusammen mit der bereits 1995 dort gelisteten Gough-Insel zum Weltnaturerbe der UNESCO.

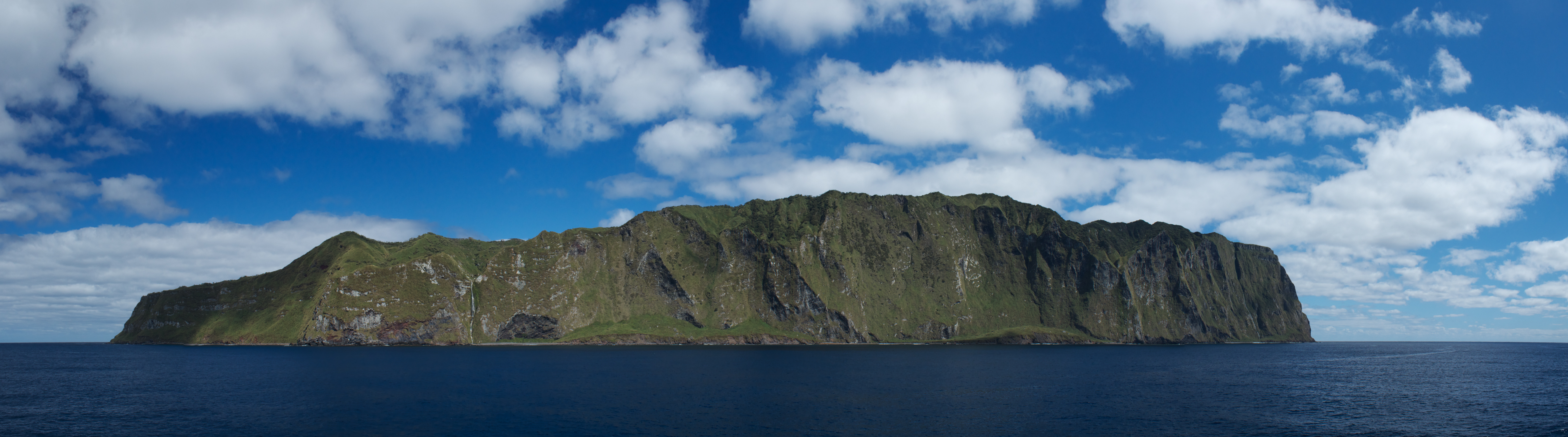
Blick auf Inaccessible Island

## Trivia
Im Thriller Control von Daniel Suarez ist Inaccessible Standort eines unterirdischen Gefängnisses für hochkreative Wissenschaftler, deren Forschungsergebnisse vor der Menschheit verheimlicht werden sollen.